# Meunasah Manyang Lamgarot
Meunasah Manyang Lamgarot is een bestuurslaag in het regentschap Aceh Besar van de provincie Atjeh, Indonesië. Meunasah Manyang Lamgarot telt 270 inwoners (volkstelling 2010).